# Julian Anderson
Julian Anderson (geboren am 6. April 1967 in London) ist ein britischer Komponist. 

## Leben
Die jüdische Familie seines Vaters stammt aus Litauen, sie kam im Jahr 1907 nach England. Julian Anderson studierte Musik am Royal College of Music bei John Lambert, in Cambridge bei Alexander Goehr und in Paris bei Tristan Murail. Er besuchte Kurse u. a. bei Olivier Messiaen, Per Nørgård, Oliver Knussen und György Ligeti.
Er erhielt 1993 den  Royal Philharmonic Society’s Young Composer Prize. Von 1997 bis 2000 war er Composer in Residence bei der Sinfonia 21, danach beim City of Birmingham Symphony Orchestra und von 2013 bis 2016 an der Wigmore Hall in London. Er arbeitete auch für das Cleveland Orchestra und das Philharmonia Orchestra. 
Nach einer achtjährigen Lehrtätigkeit am  Royal College of Music erhielt er zwischen 2004 und 2007 eine Professur für Komposition an der Harvard University und ist seither an der Guildhall School tätig.
Seine  erste Oper, Thebans mit einem Libretto von Frank McGuinness wurde im Mai 2014 an der English National Opera unter dem Dirigat von Edward Gardner in der Inszenierung von Pierre Audi uraufgeführt, die deutsche Premiere der Koproduktion mit der Oper Bonn fand im Mai 2015 statt. Sein zweites Streichquartett wurde vom Arditti-Quartett uraufgeführt, Carolin Widmann bestritt die Uraufführung seines Violinkonzerts.

## Werke (Auswahl)
- Kammermusik, Chorwerke, Orchestermusik, Klaviermusik
- Towards Poetry. Ballett, 1997
- The Bird Sings with its Fingers. Ballet, 2000
- The Comedy of Change. Ballett, 2009
- Thebans. Oper, 2014

## Auszeichnungen
- Grawemeyer Musik-Preis 2023 (Preissumme: 100 000 US-Dollar) für sein Cellokonzert «Litanies» (Das Werk thematisiert den Brand der Pariser Kathedrale Notre Dame im April 2019)